# ティヌイアン滝

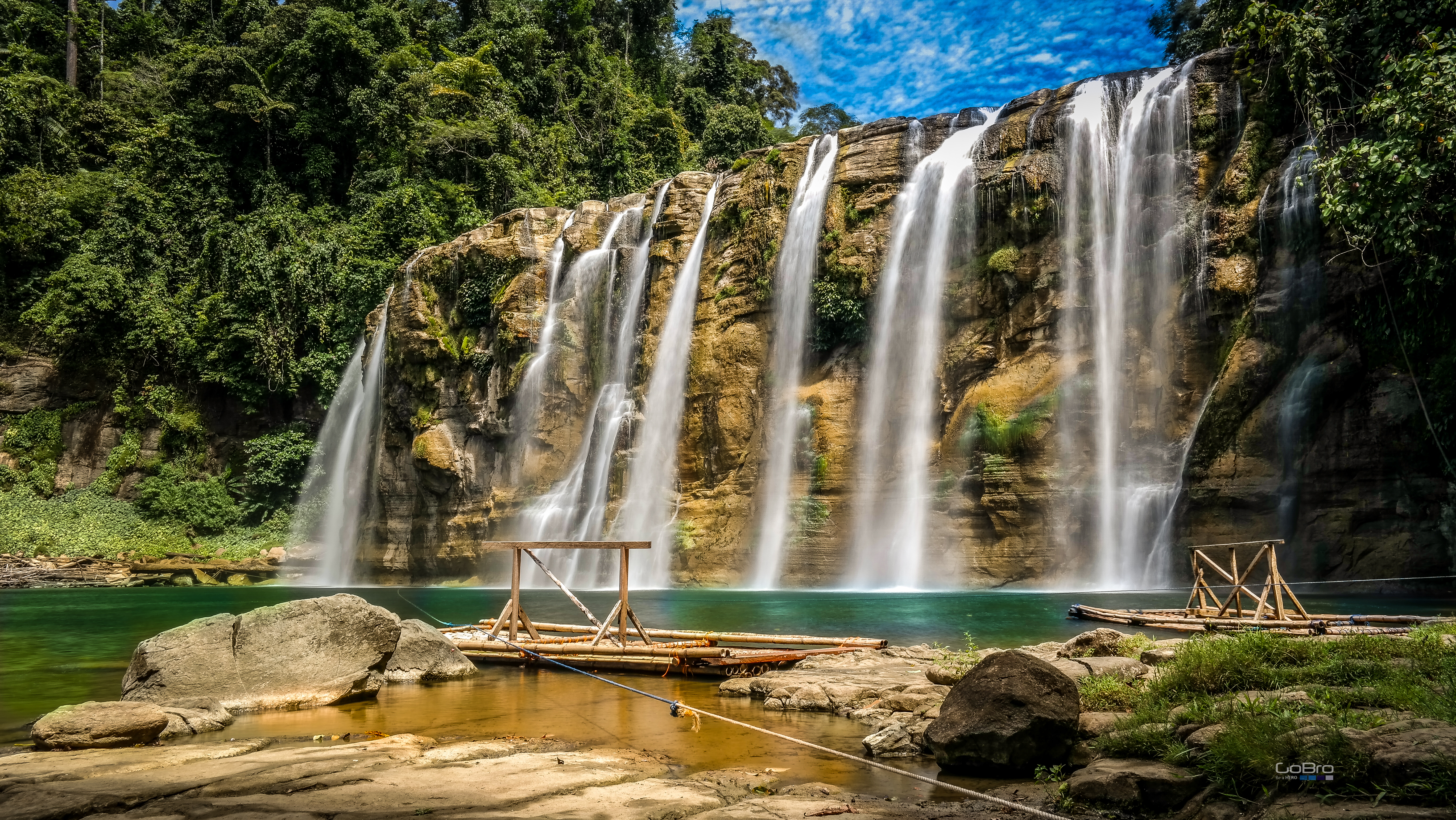
ティヌイアン滝

ティヌイアン滝（Tinuy-an Falls）は、フィリピン・ミンダナオ島の北ミンダナオ南スリガオ州ビスリグ市ボルボアナン町にある落差55m、幅95mの滝。フィリピン最大級の滝で、フィリピンの「ナイアガラの滝」とも呼ばれる。

## 概要

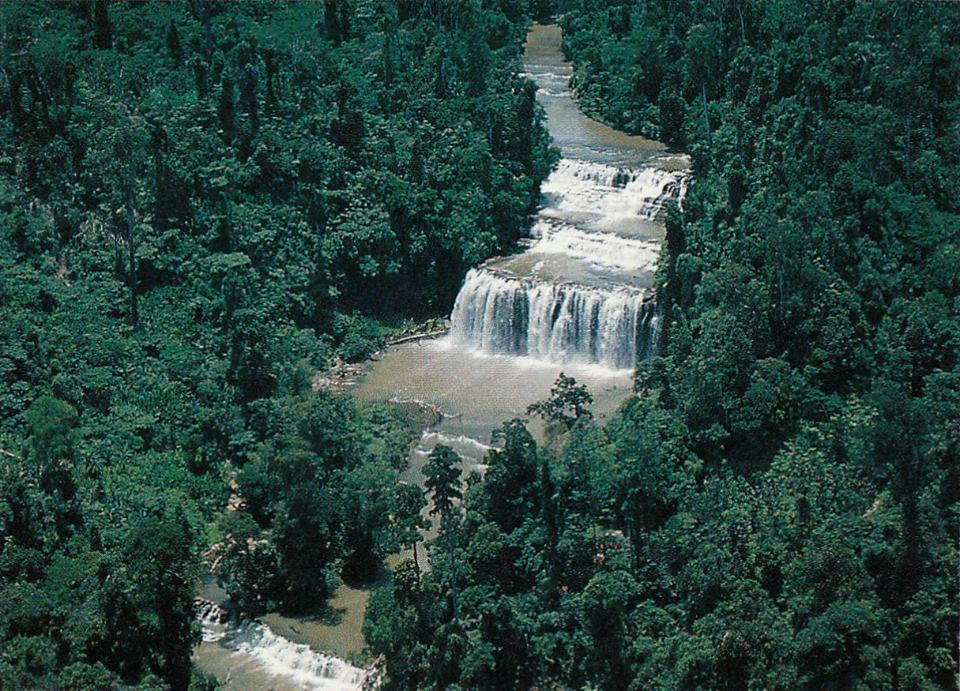
上空から見ると3層構造となっている。

滝は3層構造となっており、1層と2層目は岩肌を滑るように水が流れる渓流の様相で、最も有名なのが3層目の滝で、最大落差は55m、幅は95mで、水のカーテン状に水煙を上げまっすぐに落下する。滝つぼへは、竹いかだやゴムボートで接近できる。天気の良い日の朝9時～11時頃には、虹がかかることがある。週末には北方の町、ブトゥアンや南方のダバオからも観光客が訪れにぎわう。
フィリピン郵政公社が販売する国内の滝7カ所をデザインした特別切手には、ティヌイアン滝が使用されている。